# Dâmbovița (flod)
Dâmbovița (rumänskt uttal: [ˈdɨmbovit͡sa]) är en flod i Rumänien. Den passerar genom Bukarest och rinner ut i floden Argeș nära Budești, i länet Călărași. Dess längd är 286 km och dess avrinningsområde är 2824 km².  Länet Dâmbovița är uppkallat efter floden.

## Galleri

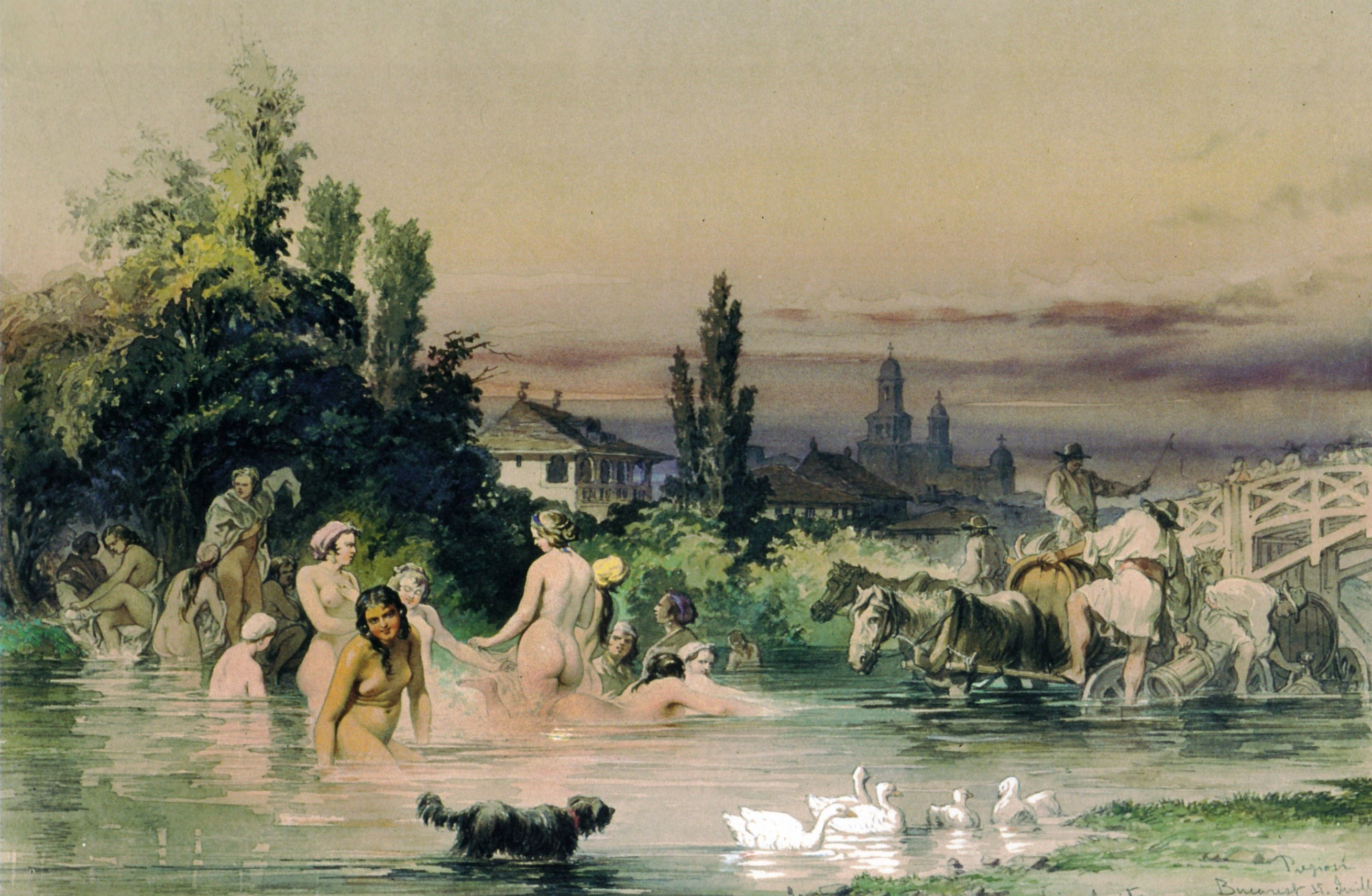
Dâmbovița i Bukarest, en akvarell av Amedeo Preziosi (1868)
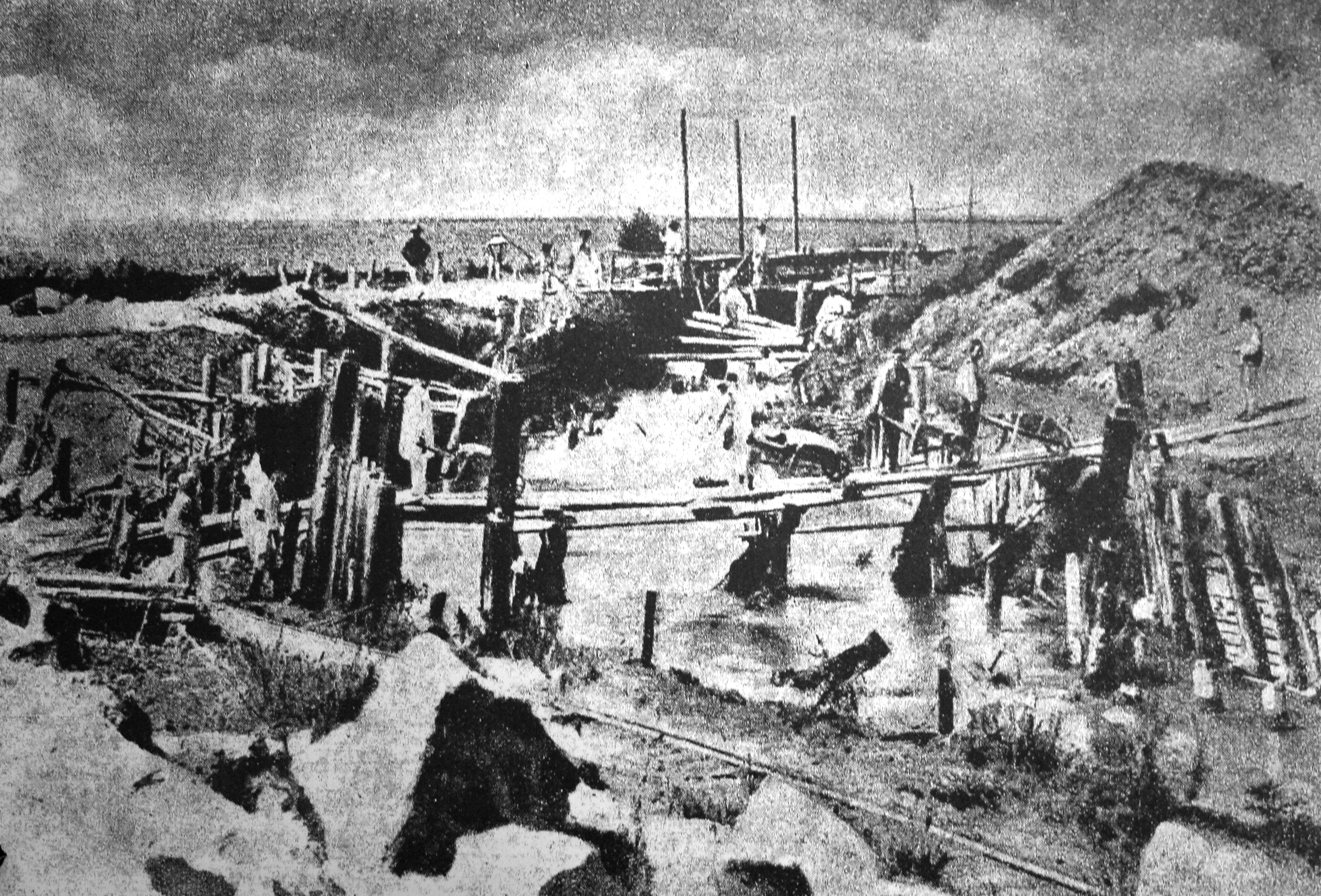
Kanalisering av Dâmbovița i Bukarest (1880 -talet)
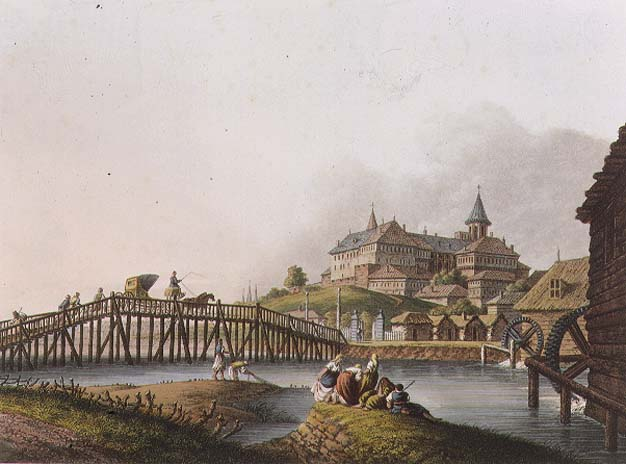
Dâmbovițas vattenkvarnar i utkanten av Bukarest (1837), i bakgrunden: Dealul Spirii
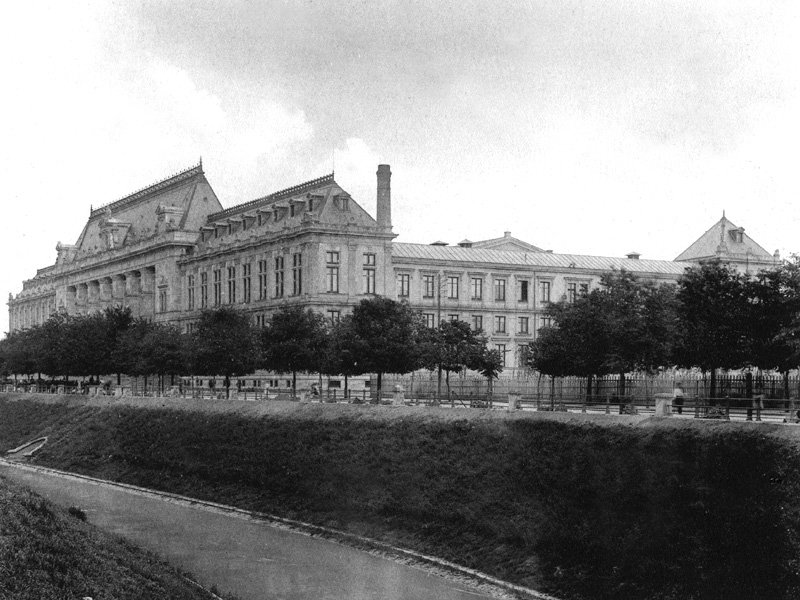
Dâmbovița och Bukarests domstol (1901).
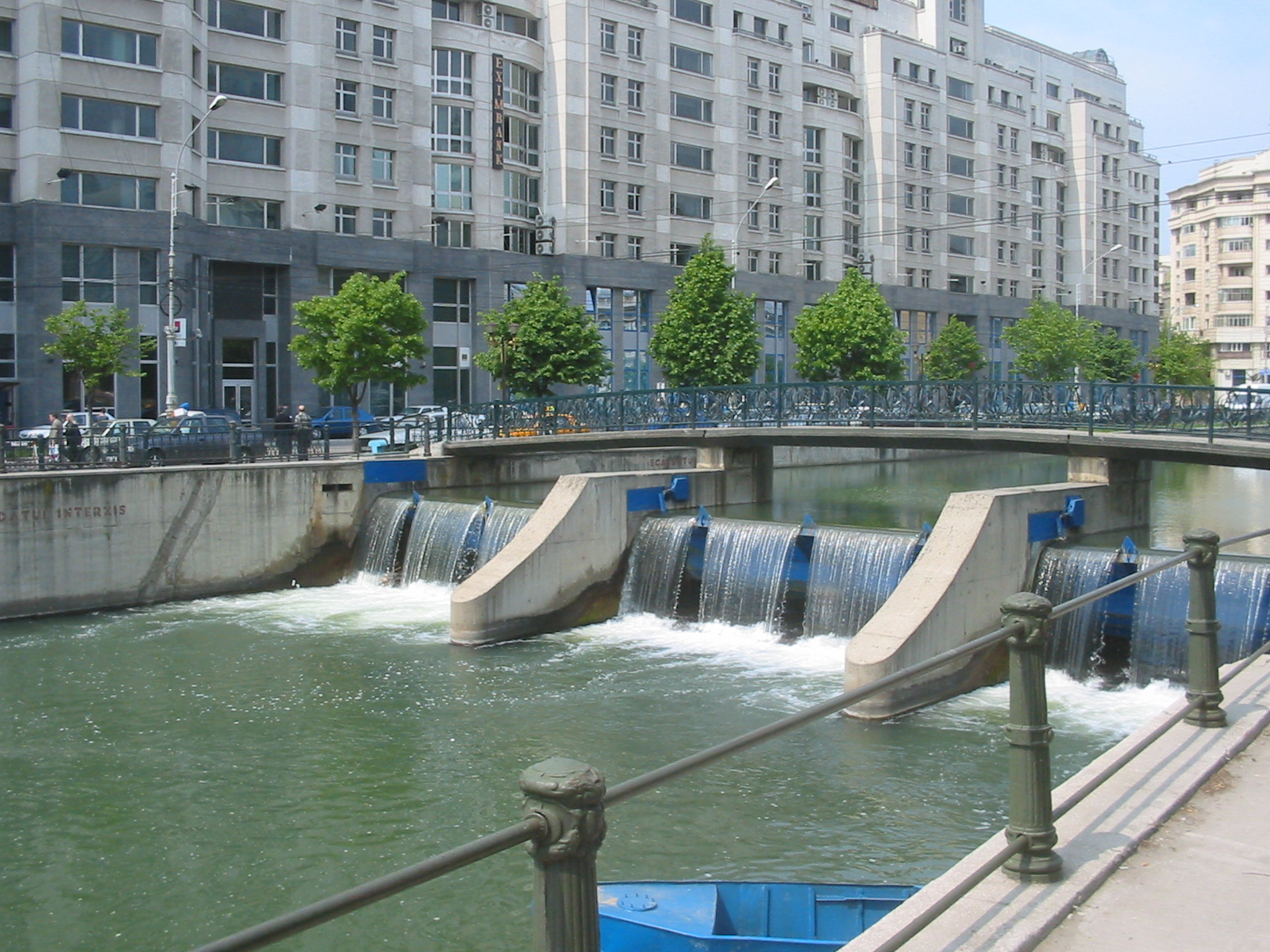
Nutida bild på Dâmbovița i Bukarest.
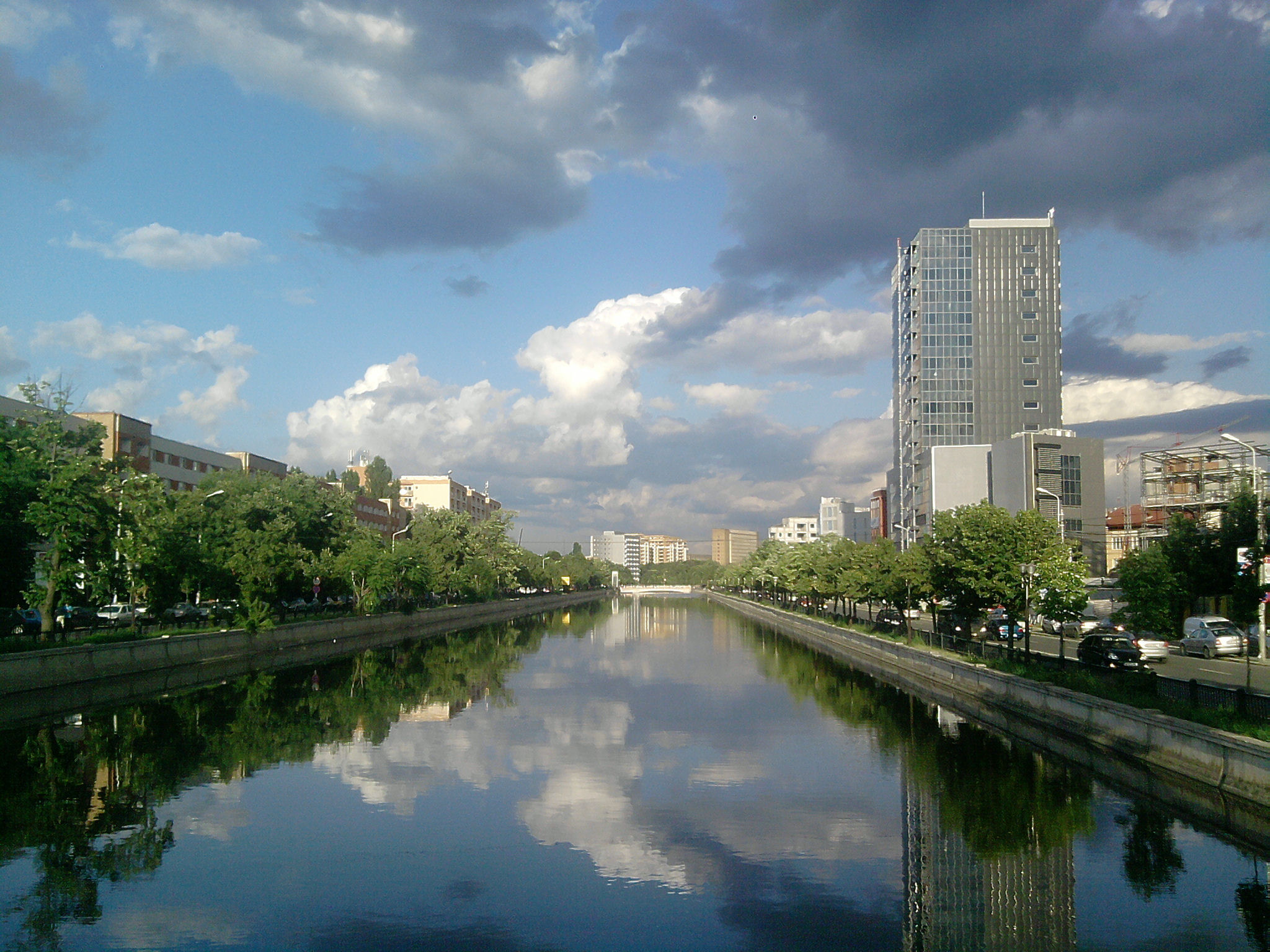
Bro över Dâmbovița i Bukarest.